# Domenico Cotugno

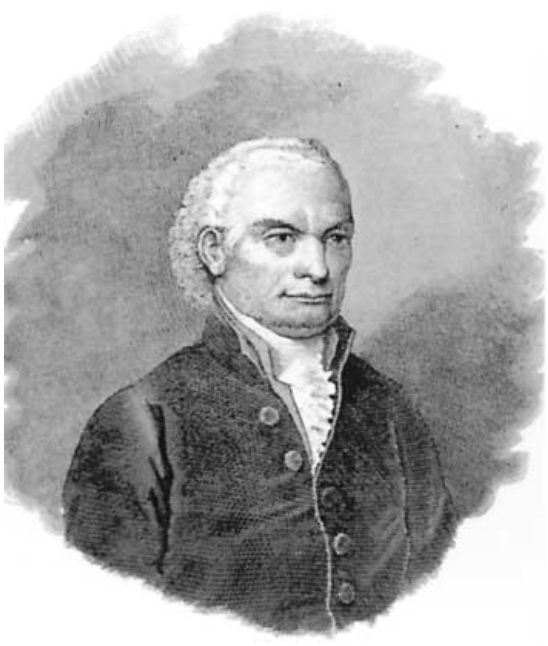
Domenico Cotugno

Domenico Felice Antonio Cotugno, auch Cotunni und latinisiert Cotunnius, (* 29. Januar 1736 in Ruvo di Puglia; † 6. Oktober 1822 in Neapel) war ein italienischer Arzt, Chirurg und Anatom.

## Leben und Werk
Cotugno kam aus bescheidenen Verhältnissen und musste um seine Ausbildung kämpfen. Ab 1753 studierte er Medizin in Neapel bei Francesco Serao, einem Anhänger von Herman Boerhaave, und erlangte seinen Abschluss (Promotion) 1756 in Salerno. 1755 erhielt er einen Doktorgrad in Philosophie und Physik und wurde Assistent am Hospital der Unheilbaren in Neapel. 1761 wurde er dort Professor für Chirurgie und lehrte außerdem ab 1766 Anatomie als Professor in Neapel. 1808 wurde er Leibarzt des Königs von Neapel. 1814 stellte er seine Lehrtätigkeit ein. 1810 wurde er korrespondierendes Mitglied der Académie des sciences. Er starb nach zwei Hirnschlägen.
Cotugno besuchte 1765 Rom und Norditalien und besuchte Giovanni Battista Morgagni. 1789 reiste er mit dem König von Neapel Ferdinand IV. nach Deutschland und Österreich und traf dort den Hofarzt Giovanni Alessandro Brambilla.
Er war klassisch gebildet und hatte eine große Bibliothek.
1761 entdeckte Cotugno den nasopalatinalen Nerv und brachte ihn mit dem Niesreflex in Verbindung. 1761 veröffentlichte er ein Buch über den inneren Aufbau des Ohres (De aquaeductibus auris humane internae), worin er die von ihm in Neapel entdeckte Perilymphe in den „Wasserleitungen im Inneren des menschlichen Ohrs“ beschreibt und eine Theorie des Hörens entwickelte. Später wurde dies von Hermann von Helmholtz (1821–1894) weiter untersucht. 1764 veröffentlichte er eine Monographie über den Ischiasnerv (De ischiade nervosa commentarius) und nahm als Ursache des Ischias die Ausschwitzung von Lymphe in die Scheidenhaut des Nervus ischadicus oder des Nervus cruralis an und empfahl zur Behandlung starke „Vesicatore“ längs des Nerven. Der Name Cotugno-Syndrom wurde früher für Ischiassyndrom verwendet. Die Rückenmarksflüssigkeit wurde nach ihm Liquor Cotunni benannt, die er 1774 beschrieb und es wurden zwei anatomische Teile des Ohres (Aquädukt und Säulen des Cotunnius) nach ihm benannt.
Im Jahr 1765 entdeckte er, wie schon vor ihm der holländische Arzt Frederik Dekkers, die Albuminurie.
Er untersuchte die Windpocken und war intensiv mit der Bekämpfung der Tuberkulose befasst. Von ihm stammt die Idee der Auskultation (audizione).
Ein Hospital in Neapel trägt seinen Namen. Zu seinen Ehren ist das Mineral Cotunnit benannt.

## Schriften (Auswahl)
- De aquaeductibus auris humanae internae anatomica dissertatio, Ex Typographia Simoniana, Neapel 1761 (Digitalisat).
- De ischiade nervosa commentarius, Apud Fratres Simonios, Neapel 1764 (Digitalisat).
- De sedibus variolarum syntagma, Apud Fratres Simonios, Neapel 1769.
- Dello spirito della medicina, Nella stamperia Moücke, Florenz 1774.
- Opuscula Medica antehac seorsim ab auctore in lucem edita, nunc primum in duo volumina collecta, 2 Bände, Ex Officina Bibliographica et Typographica, Neapel 1826–1827, (Digitalisat Bd. 1, Digitalisat Bd. 2).
- Opera posthuma, 4 Bände, Typis Tramater, Neapel 1830–1832.